# Cs. Gyimesi Éva
Cs. Gyimesi Éva (Kolozsvár, 1945. szeptember 11. – Kolozsvár, 2011. május 23.) magyar nyelvész, irodalomtörténész professzor, a Babeș–Bolyai Tudományegyetem Bölcsészettudományi Kar Irodalomtudományi Tanszékének egykori tanszékvezetője, Pulitzer-díjas publicista. 1998-ig Cseke Péter irodalomtörténész felesége volt.

## Életpályája
Tanulmányait szülővárosában végezte, 1968-ban a magyar nyelv- és irodalomtudományi szakon szerzett diplomát. A Babeș–Bolyai Tudományegyetem magyar tanszékén tanított mint a filológiai tudományok doktora, 1990-től egyetemi tanár (kutatási terület: irodalomtörténet és kanonizáció), haláláig az egyetem professor emeritája. Nyelvművelő és stílusvizsgáló tanulmányait, jegyzeteit a NyIrK, Korunk, A Hét, Utunk, Dolgozó Nő és a napilapok közölték; a Látóhatár c. filozófiai-ideológiai antológiában (Kolozsvár, 1973) Tudatformáló nyelvművelés c. tanulmányával szerepelt.
Első önálló kötetével (Mindennapi nyelvünk, 1975) még a nyelvművelés kérdéskörében jelentkezett, de már akkor közölt olyan kritikát, amelyben líránk legújabb változásainak avatott elemzőjeként mutatkozott be. Találkozás az egyszerivel c. kötete (1978) már ezen a téren nyújtott jelentős hozzájárulást: a monografikus elemzéseket önálló líraelméleti felismerésekkel tette teljesebbé és fogta egységbe. Előszóval és jegyzetekkel látta el a romániai magyar költők Múlt, jövő mezsgyéjén c. antológiáját (1980).
Cs. Gyimesi Éva ún. index-könyvei, akárcsak számos kortársáé, csak 1989 után jelenhettek meg (így például Szilágyi István, Pusztai János, Mózes Attila index-könyvei is csak a rendszerváltozás után kerülhettek az olvasók elé).
Különösen fontos munkái közé számítanak – a Teremtett világ című, paradigmatikus jelentőségű irodalomelméletén kívül – a transzilvanizmusról szóló tanulmányai.
A közelmúltban számos kanonizációs probléma mellett közéleti jelenségek kapcsán is megszólalt (nem csupán szakfolyóiratokban, hanem kulturális havi-, heti-, sőt, időnként napilapok hasábjain is megjelentek írásai). Nagy port kavartak a Wass Albert-kultusz kapcsán írt irodalomtörténeti fejtegetései és más publicisztikái (mindenekelőtt az Új Magyar Szóban és A Hétben megjelent Wass-fogak című írása), melyekben elmarasztaló hangon szól az író eltúlzott kultuszáról, politikai-közéleti szerepvállalásáról, de leginkább irodalomtörténeti jelentőségéről.
Jelentős visszhangot váltott ki továbbá Szem a láncban: bevezetés a szekusdossziék hermeneutikájába című könyve is, melyben az egykori Securitate által megfigyelt professzorasszony saját megfigyelési dossziéjának eredeti szövegét közli, személyes kommentárokkal és általánosabb következtetésekkel tarkítva azt. A könyvet „Az Emberi Piramis. Beszélgetések a pártállami diktatúráról” című rendezvénysorozat keretében mutatták be, Kolozsváron.
Saját tanári hitvallását így fogalmazta meg:
„Ha minden egyes iskola abban a hitben nevelne fel, hogy Te is »imago Dei« vagy, hogy a Te legfontosabb feladatod személyes talentumaid kibontakoztatása ott, ahova Isten rendelt, s azok javára, akik között élsz, biztosítva látnám nem csupán az egyes emberek, de egész közösségünk jövőjét is.
„Mert hiszem, hogy életünk egyismeretlenes egyenlet, amelyben az a és a b az Istentől kapott tér és idő, s a Te életed, az x »megoldása« csakis ezek közt az adottságok között lehetséges. Nem az a kunszt, ha megszökünk a feladat elől.”
Élete utolsó hónapjaiban elszántan bírálta a Fidesz és a második Orbán-kormány, általa demokráciaellenesnek ítélt lépéseit. Csatlakozott magyar értelmiségiek egy csoportjának tiltakozó aláírásgyűjtéséhez, ennek kapcsán pedig a 168 óra című folyóiratnak éles hangú, exkluzív interjút is adott, melyben arra biztatta az anyaországi értelmiségieket, hogy az új médiatörvények elleni tiltakozásul publikáljanak „szabad” erdélyi folyóiratokban. Egyes megállapításait éles tiltakozás kísérte, anyaországi és erdélyi jobboldali közszereplők és értelmiségiek részéről. Tőkés László 2011. március 1-jén nyílt levélben válaszolt az említett interjúban elhangzottakra, amelyben többek között azt állította, hogy a Cs. Gyimesi Éva által írottakat „egykor akár maga Rákosi Mátyás, mostanság pedig akár Meciar vagy Slota is mondhatta volna”, illetve hogy „a professzorasszony nemzet-fóbiában szenved, mely komoly kezelésre szorul”. Élete utolsó hónapjaiban csak két magyarországi barátjával és harcostársával – Kenedi Jánossal és Szemenyei-Kiss Tamás újságíróval – tartotta a kapcsolatot.
Cs. Gyimesi Éva 2011. május 23-án, életének hatvanhatodik évében öngyilkosságot követett el. A kolozsvári Garibaldi-hídról a Szamosba vetette magát. Temetése május 28-án volt a Házsongárdi temetőben. Széles Klára nekrológjában írja: „Makacsul gondolom azt: ha Éva nem tér le (nem térítik le) eredeti, választott pályájáról – ma is élne, s talán boldog is lehetne, amit mérhetetlenül kiérdemelt. Mérhetetlen, sajgó búval, szívvel búcsúzom.”

## Pályafutása[13]

### Tanulmányai
- 14-es Általános Iskola (7 osztályos), Kolozsvár, a Horea úti zsinagóga melletti iskola.
- 1959-1963: Brassai Sámuel (volt unitárius) Középiskola, érettségi
- 1963-1968: Magyar nyelv- és irodalomtudomány, a Babeș–Bolyai Tudományegyetem Bölcsészkara (Érdeklődési körök: általános nyelvészet, irodalomelmélet, kortárs erdélyi irodalom, ontológia, ismeretelmélet, történelemfilozófia)
- 1969-: posztgraduális stúdiumok – rövid tanulmányutak (Budapest, Eötvös Kollégium - MTA Irod.tud. Intézet - 1992-93, Szeged, JATE, BTK 1997-98, Göttingeni Egyetem 1994, Berlini Collegium Hungaricum 1994, Nápolyi Studi Orientali, 1995 stb.)
- 1977: doktorátus (a kandidátusival ekvivalens) befejezése (elméleti horizontú líra- és stílustörténeti tanulmányok)

### Munkahelyei, tanári fokozatai
- 1968–71: gyakornok (a Magyar nyelvtudományi tanszék beosztottjaként napi hat óra tájszócédulázás hagyományos dobozolással)
- 1972– : tanársegéd (szemináriumok stilisztikából stílustörténetből, vogul nyelv „tanítása” szükség szerint)
- 1973– : tanársegéd a Magyar irodalomtudományi tanszéken: szemináriumok Szabó Zoltán mellett stilisztikából, Láng Gusztáv mellett 20. századi magyar irodalomból: a Nyugat és köre, irodalomelmélet szemináriumok Rohonyi Zoltán mellett, erdélyi magyar irodalom):
- 1977– : adjunktus (akkori nyelvhasználatban: lektor) a Magyar irodalomtudományi tanszéken – a doktori fokozat (a kandidátusi megfelelő) – elnyerése utáni előadásai: irodalomelmélet, romániai magyar irodalom, szemiotika; szemináriumai: irodalomelmélet, romániai magyar irodalom, 20. századi magyar irodalom, stilisztika, drámaelmélet és –elemzések, líraelmélet és –elemzések)
- 1984– : előadások: irodalomelmélet, romániai magyar irodalom, 20. századi magyar irodalom, szemiotika, értékelmélet, szemináriumok.
- 1990– : professzor, doktorátusvezető, előadások: irodalomelmélet, retorika (utóbbi a Kolozsvári Protestáns Teológiai Intézetben), 20. századi magyar irodalom.
- tanszékrészleg-felelős – a tanszéki infrastruktúra kiépítésének, az oktatók szakmai kibontakoztatásának megkezdése pályázatokkal és menedzseléssel
- 1993– : posztgraduális magiszteri (masters, mesterfokozat) program bevezetése a tanszéken (Irodalom és társadalom, majd: Kanonizációs stratégiák témával) újabb előadások: a tudományos kutatás logikája, a tudományos argumentáció, a kánonképződés elméleti alapjai

– a BBTE szenátusának tagja (egyeztetés az önálló magyar felsőoktatásról)
– a kolozsvári Láthatatlan Kollégium és a Collegium Transsylvanicum megalapítása (az utóbbi menedzselte évekig a kolozsvári magyar – ingázó tanárok, egyetemi oktatók – útjának elszámolását, a vendégtanár-programot, a vidéki tanárkollégák Kolozsvárra telepedésének megkönnyítését, a Láthatatlan Kollégium tutoriális oktatási és infrastrukturális, valamint könyvtári pályázatait, a különböző más profilú elitképző szakkollégiumok (pl. a Max Weber szociológiai szakkollégium megalapítását és pályáztatását, országos és „nemzetközi”konferenciák rendezését, az Ottlik Könyvtár tanszékre hozatalát, átszállítását és ideiglenesen a biztonságba helyezését.)
- 1994– : az RMDSZ országos magyar oktatási ügyekért felelős alelnöke, visszavonulás rövidesen (1995 január), erdélyi egyetemviták (alulmaradás az „öntörvényű egyetem” és a „nyelvterjesztő tanoda” kánonja közti politikai vitákban)
- 1994–98: tanszékvezető az Irodalomtudományi Tanszéken, a Láthatatlan Kollégium szakmai igazgatója
- 1997–2001: Széchenyi Professzori Ösztöndíj (szegedi tanulmányok és óraadás)
- 1998– : visszavonul

### Egyéb szerepek, funkciók
- a diktatúrában ellenzéki értelmiségi, ’89-ben a kolozsvári Magyar Demokrata Tanács egyik alapítója
- az RMDSZ alapító tagja
- a romániai Soros Alapítvány Kuratóriumának egyik első tagja, országos oktatási ügyekért felelős alelnök
- a NyIrK, a Korunk szerkesztőbizottságának tagja, a kolozsvári Szabadság névadója stb.

## Kötetei (válogatás)
- Mindennapi nyelvünk; Kriterion Könyvkiadó, Bukarest, 1975
- Találkozás az egyszerivel. Kísérlet mai líránk értelmezésére; Kriterion, Bukarest, 1978
- Múlt, jövő mesgyéjén. Romániai magyar költők. 1919-1979. Antológia; vál., előszó, függelék Cs. Gyimesi Éva; Dacia, Kolozsvár-Napoca, 1980
- Teremtett világ. Rendhagyó bevezetés az irodalomba; Kriterion, Bukarest 1983, 188 p.; 2. kiadása Pátria Ny., Bp., 1992. 172 p. (Pátria könyvek) ISBN 963-7539-35-2
- Álom és értelem Szilágyi Domokos lírai létértelmezése; Kriterion, Bukarest 1990. 171 p. ISBN 973-26-0070-5
- Gyöngy és homok. Ideológiai értékjelképek az erdélyi magyar irodalomban; Kriterion, Bukarest 1992. 101 p. ISBN 973-26-0297-X
- Honvágy a hazában. Cikkek, tanulmányok, esszék; Pesti Szalon, Bp., 1993. 364 p. ISBN 963-8340-01-0
- Két kultúra peremvidékén. Tudomány és egyetem a kisebbségi létben; JATE BTK, Szeged 1995. 27 p.[14]
- Colloquium Transsylvanicum. Értelmiségi önreflexiók; Mentor, Marosvásárhely, 1998
- Kritikai mozaik. Kritikai esszék, tanulmányok (1972-1998); Polis, Kolozsvár 1999. 293 p. ISBN 973-9267-49-1
- Vissza a forrásokhoz. Nemzedékvallató; szerk., előszó Balázs Imre József, interjúk a kolozsvári Láthatatlan Kollégium 1997/1998. évfolyamának diákjai Cs. Gyímesi Éva irányításával; Polis, Kolozsvár, 2001
- Szem a láncban. Bevezetés a szekusdossziék hermeneutikájába; Komp-Press, Kolozsvár, 2009. 284 p. ill. ISBN 978-973-1960-00-5

## Díjai, elismerései
- Joseph Pulitzer-emlékdíj (2005)
- A Magyar Köztársasági Érdemrend tisztikeresztje - polgári fokozat (1996)
- A József Attila Tudományegyetem díszdoktora (Szeged, 1995. október 3.)
- Pro Cultura Hungarica díj (1995)
- Ius Humana (1990)

További díjak, elismerések, alkotói és kutatási ösztöndíjak: 1996-97: Soros Alkotói Díj, 1997-2001: Széchenyi Professzori Ösztöndíj, 1 Domus-, 1 Arany János Közalapítvány-ösztöndíj, a finn Ponkkala Alapítvány (kisebbségi kultúráért) díja (1990), a Romániai Magyar Írók Szövetségének Kolozsvári Fiókja díja (1991), Soros Alkotói Díj (1995).